# Леополд II
 Тази статия е за императора на Свещената Римска империя.  За краля на Белгия вижте Леополд II (Белгия).  
Леополд II (на немски: Leopold II), роден Петер Леополд Йоанес Антоний Йоахим Пий Готард (на немски: Petrus Leopoldus Ioannes Antonius Joachim Pius Gotthardus) от династията Хабсбург-Лотаринги, e император на Свещената Римска империя (1790 – 1792) и крал на Унгария (като Липот II).

## Произход и управление на Тоскана
Той е трети син на император Франц I Стефан и Мария Тереза.
След смъртта на втория син на императора Карл, Леополд е назначен като представител на баща си на тосканския престол. След смъртта на Франц I (1765) Леополд поема управлението на Тоскана (с името Петер Леополд). Отначало под ръководството на доверената на императрицата маркиза Ботта и граф Розенберг, а след това самостоятелно като провежда последователни, но умерени реформи.
- Франц I Стефан и Мария Терезия с 11 деца
- Леополд като велик херцог на Тоскана и неговата фамилия, Флоренция, 1776

## Император
През 1790 г. Леополд наследява императорската корона след смъртта на бездетния си брат Йозеф II. В наследство Леополд II получава държава в пълно разстройство. Новият император успява да успокои съсловното, националното и клерикалното недоволство. Въстанията в Белгия и Унгария са потушени. С подписването на Рейхенбахската конвенция (юли 1790), той успява да удържи Прусия от нахлуване в Полша. Провежданата от него поредна Австро-турска война завършва през 1791 г. с подписването на Свищовския мир.
Леополд, който е брат на френската кралица Мария Антоанета, се отнася внимателно към Великата Френска революция и едва след опита за бягство на френския крал започва преговори с Фридрих Вилхелм II за съвместни отбранително-настъпателни действия в негова защита и двамата подписват Пилницката декларация от 25 август 1791 г.
С приемането на френската конституция от страна на Луи XVI (14 септември 1791) Леополд приема, че във Франция е постигнато съгласие за Конституционна монархия. Нови усложнения го принуждават да сключи съюз с немските държави на 7 февруари 1792 г., но и в този момент Леополд II мисли предимно за отбрана. Леополд неочаквано умира на 1 март 1792 г.
Най-големият му син става негов приемник – император Франц II.

## Фамилия
Леополд II се жени на 5 август 1765 г. в Инсбрук за инфанта Мария Лудовика (1745 – 1792), дъщеря на крал Карл III от Испания от династията Бурбони, и съпругата му принцеса Мария-Амалия Саксонска. Двамата имат 16 деца:
- Мария Терезия Австрийска (1767 – 1827), ∞ 1787 Антон Саксонски, крал на Саксония
- Франц II Йозеф Карл (1768 – 1835), последният император на Свещената Римска империя и като Франц I първият австрийски император

1. ∞ 1788 Елизабет Вюртембергска (1767–1790)
2. ∞ 1790 Мария-Тереза Бурбон-Неаполитанска (1772 – 1807)
3. ∞ 1808 Мария-Людовика де Австрия-Есте (1787 – 1816)
4. ∞ 1816 Каролина Августа Баварска (1792 – 1873)

- Фердинанд III (1769 – 1824), велик херцог на Тоскана

1. ∞ 1790 Мария Луиза от Неапол-Сицилия (1773−1802)
2. ∞ 1821 Мария Анна Саксонска (1799 – 1832), дъщеря на принц Максимилиан фон Саксония (1759 – 1838)

- Мария Анна (1770 – 1809), абатеса в Прага
- Карл Австрийски (1771 – 1847), херцог на Тешен, ∞ 1815 Хенриета фон Насау-Вайлбург (1797 – 1829)
- Александер Леополд (1772 – 1795), палатин на Унгария
- Албрехт (1773 – 1774)
- Максимилиан (1774 – 1778)
- Йозеф Антон Йохан (1776 – 1847), палатин на Унгария

1. ∞ 1799 Александра Павловна (1783 – 1801)
2. ∞ 1815 Хермина фон Анхалт-Бернбург-Шаумбург-Хойм (1797 – 1817)
3. ∞ 1819 Мария Доротея Вюртембергска (1797 – 1855)

- Мария Клементина Австрийска (1777–1801), ∞ 1797 Франц I (1777 – 1830), крал на Сицилия
- Антон Виктор фон Хабсбург-Лотарингия (1779 – 1835), курфюрст на Кьолн, Велик магистър на рицарите от Тевтонския орден
- Мария Амалия (1780 – 1798)
- Йохан Австрийски (1782 – 1859), фелдмаршал, ∞ 1829 Анна Плохл (1804 – 1885)
- Райнер Йозеф Австрийски (1783 – 1853), вицекрал на Кралство Ломбардия-Венеция, ∞ 1820 Мария Елизабет Савойска-Каринян (1800 – 1856)
- Лудвиг Австрийски (1784 – 1864), генерал
- Рудолф Австрийски (1788 – 1831), кардиналархиепископ на Оломоуц